# Lliçó d'anatomia del Dr. Nicolaes Tulp
La lliçó d'anatomia del Dr. Nicolaes Tulp és un quadre del pintor neerlandès Rembrandt pintat el 1632. Es tracta d'una pintura a l'oli sobre tela, que fa 169,5 centímetres d'alçada i 216,5 cm d'amplada. Actualment es troba al Mauritshuis de La Haia (Països Baixos).
Va ser el primer retrat de grup pintat per Rembrandt, que tenia llavors 26 anys. El va encarregar el gremi de cirurgians, dels quals el doctor Nicolaes Tulp, famós metge d'Amsterdam, era un representant eminent. Un quadre de característiques similars havia estat pintat per Keyser el 1619.
El 1828, es va decidir la venda pública d'aquest quadre a favor de la caixa de les vídues dels cirurgians. El rei Guillem I va impedir aquesta venda, ordenant comprar aquesta obra mestra pel seu gabinet reial de pintures.
El quadre mostra una lliçó d'anatomia amb un grup de cirurgians impartida pel doctor Nicolaes Tulp. Aquest apareix representat explicant la musculatura del braç a professionals de la medicina.
El cadàver que hi apareix és el del criminal Aris Kindt (Adriaan Adriaanszoon), de 41 anys, penjat a la forca aquell mateix dia per un robatori. Alguns dels espectadors són patrons que pagaven comissions per ser inclosos a la pintura.
L'esdeveniment pot datar-se el 16 de gener de 1632: la confraria de cirurgians d'Amsterdam, de la qual Tulp era l'anatomista oficial, permetia tan sols una dissecció pública a l'any, a l'hivern, per tal que el cos es conservés millor; i aquest havia de ser d'un criminal executat. Per això, les classes d'anatomia amb dissecció van ser al segle xvii actes poc freqüents i espectaculars, fins al punt de convertir-se en esdeveniments socials. Tenien lloc en sales de conferències que eren en realitat teatres; en aquest cas era el Waag, un «teatre d'anatomia». Podien assistir a la lliçó estudiants, col·legues i el públic en general, a canvi del pagament de l'entrada. Els espectadors estan vestits de manera adequada a una ocasió social tan solemne. Es creu que, a excepció de les figures del fons i l'esquerra, aquestes persones van ser afegides a la pintura més tard.
A més a més del Nicolaes Tulp, estan representats els cirurgians Jacob Blok, Hartman Hartmanszoon, Adraen Slabran, Jacob de Witt, Mathijs Kalkoen, Jacob Koolvelt i Frans Van Loenen. Els seus noms apareixen a la llista que un d'ells té a la mà.
Falta una persona, el preparador, la tasca del qual era preparar el cos per la lliçó: en el segle xvii un científic important com el doctor Tulp no s'involucrava en la tasca menor de la dissecció, sinó que aquesta es deixava a altres. És per aquesta raó que la pintura no mostra instruments per a tallar. En lloc d'això es veu en la cantonada inferior dreta un enorme llibre de text obert, sobre anatomia, possiblement el de 1543 De Humani Corporis Fabrica (Fàbrica del cos humà) d'Andreas Vesal.
Especialistes moderns han comentat l'exactitud dels músculs i els tendons pintats per un Rembrandt de 26 anys. No se sap d'on va treure aquest coneixement, tot i que es creu que és possible que copiara els detalls d'un llibre d'anatomia.
El cadàver està estirat a l'estil de Crist mort, amb pal·lidesa cadavèrica. La seva cara queda parcialment a l'ombra, suggerint l'umbra mortis (ombra de la mort), una tècnica que Rembrandt utilitzaria amb freqüència.
Aquesta obra està firmada i datada en la cantonada superior dreta: REMBRANDT. F[ecit]:1632. És el primer quadre conegut en el que Rembrandt signava amb el seu cognom en lloc de les inicials RHL (Rembrandt Harmenszoon de Leiden), i això és un signe de la seva creixent confiança artística.
El 2006, al diari neerlandès de medicina (Nederlands Tijdschrift voor Geneeskunde), apareix un article en el qual la lliçó d'anatomia del Dr. Nicolaes Tulp va ser objecte d'una veritable dissecció: La disposició anatòmica tal com es presenta sobre el quadre no sembla exacta.
És cert en tot cas que, si tota lliçó d'anatomia comença sistemàticament per una evisceració, aquesta de Rembrandt es concentra en el moviment dels dits i l'anatomia de la mà oculta un profund misteri.
El quadre presenta tot allò de què es tractava en aquella època en el món del coneixement i els sabers: el moviment. Moviment de l'ànima (Descartes estava exiliat a Holanda), moviment dels planetes (Galileu estava en plet a Itàlia), i també el moviment del cos.
El quadre apareix caricaturitzat a l'àlbum L'endeví de la sèrie Astèrix el gal.